# 小石川 (小惑星)
小石川（こいしかわ、6097 Koishikawa）は、小惑星帯の小惑星。北海道の円舘金と渡辺和郎が発見した。
宮城県のアマチュア天文家である小石川正弘に因んで名付けられた。